# Africa Express
Africa Express è un film del 1975, diretto da Michele Lupo.

## Trama
John Baxter vive in Africa, dove effettua consegne postali con un vecchio camion e rifornisce la popolazione locale di beni di prima necessità. Il suo obiettivo è guadagnare abbastanza denaro per poter un giorno rilevare una stazione di servizio a Detroit. Lo accompagna il suo animale domestico, una scimpanzé di nome Biba. Diffidando delle banche, Baxter affida i suoi risparmi al sacerdote padre Gasperin, che dirige una missione nella regione.
Un giorno, Baxter incontra una giovane donna che si presenta come suor Magdalena, ma che in realtà è Madeleine Cooper. La donna è alla ricerca di un ex agente doppiogiochista, rifugiatosi in Africa sotto il falso nome di Robert Preston. Baxter decide di aiutarla, sia perché si è innamorato di lei, sia perché prova antipatia per Preston. I due ricevono supporto da Biba, da padre Gasperin e da una tribù locale cliente di Baxter. Insieme, riescono a catturare Preston.
Madeleine offre a Baxter un impiego nei servizi segreti, ma lui rifiuta, preferendo una vita tranquilla e lontana dai pericoli, anche se ciò comporta la separazione da Madeleine. Tornato da Gasparetto, Baxter scopre che il sacerdote, credendolo morto, ha utilizzato i suoi risparmi per costruire un ospedale.

## Sequel
Il film ha avuto un sequel, intitolato Safari Express, girato l'anno successivo, nel 1976, e sempre interpretato da Giuliano Gemma, Ursula Andress e Jack Palance.